# Хюс Кайер
Хюс Кайер (на нидерландски: Guus Kuijer) е нидерландски писател на произведения в жанровете детска литература, драма и исторически роман.

## Биография и творчество
Роден е на 1 август 1942 г. в Амстердам, Нидерландия. Поради лоши разултати в училище е изпратен в училище-интернат в Цутфен, което е труден момент в живота му. След завършване на гимназията следва в курс за обучение на учители в Дотинхем.
След дипломирането си е учител в Дидам в периода 1967 – 1973 г. Започва да пише разкази за възрастни за списание Hollands Maandblad през 1968 г. Прави литературния си дебют със сборника с разкази Rose, met vrome wimpers (Роуз, с набожните мигли) през 1971 г. Посвещава се на писателската си кариера от 1973 г.
Първата му книга за деца Met de poppen gooien (Хвърляне на куклите) от поредицата „Маделиф“ (Маргаритка) е публикувана през 1975 г. Той пише книгата за Маделиф, дъщеря на приятели, на чието има кръщава главния герой. Книгата има незабавен успех и получава наградата „Златен калем“ за детска литература на нидерландски език. През 1994 г. поредицата „Маделиф“ е екранизирана в телевизионния сериал „Маделиф: Хвърляне на куклите“, а през 1998 г. във филма „Маделиф: Драскотини в плота на масата“.
През 1999 г. е издадена първата му книга „Заедно завинаги, амин“ от поредицата за деца „Полеке“. Главна героиня е 11-годишната Полеке, която е влюбена в момче от друг етнос, непокорна, любопитна, състрадателна, понякога объркана, тъжна и уплашена, но по-често весела и жизнерадостна. Тя наблюдава света с ясни очи и разсъждава за големите въпроси на живота, включително самотата, расовите противоречия, наркотиците. Книгата също получава наградата „Златен калем“ за детска литература. През 2003 г. по поредицата „Полеке“ е направен едноименния филм, а през 2005 г. едноименния телевизионен сериал.
В произведенияна му за деца винаги присъства безкомпромисната перспектива на детето, но същото време чрез младите си герои писателят представя проницателна картина на света на възрастните. Уважението към децата е толкова очевидно в неговите произведения, колкото и отхвърлянето на нетолерантността и потисничеството. Темите му се простират от социални до религиозни въпроси, а последователното послание на книгите му е за толерантност, разбиране и широко скроен поглед.
През 2012 г. е изадена първата му книга „Het Begin – Genesis“ (Началото – Битие) от поредицата „Библия за невярващи“. В поредицата пресъздава историите от Библията по свой уникален начин, тъй като те принадлежат към „първичните истории на човечеството“, и се надява да предаде очарованието си от тези истории на хората, които искат да четат Библията като литература.
Хюс Кайер е удостоен с Германската награда за детска литература (2 пъти), с най-голямата нидерландска детска награда „Златен калем“ (4 пъти) и на Нидерландската национална награда за детска и юношеска литература. През 1979 г. получава наградата „Тео Тисен“ за цялостно творчество в областта на детската литература, през 2012 г. е удостоен с най-престижното отличие за детска литература в света – мемориалната награда „Астрид Линдгрен“ за цялостното си творчество, а през 2020 г. получава наградата „Константин Хюйгенс“ за цялостно творчество.
Книгите му са преведени на много езици по света, а някои от творбите му са превърнати в театрални постановки.
Хюс Кайер живее в Зуидшермер, малък град в Холандия.

## Произведения

### Самостоятелни романи
- Het dochtertje van de wasvrouw (1973)[1]
- De man met de hamer (1975)
- Een gat in de grens (1975)[3]
- Drie verschrikkelijke dagen (1976)
- Pappa is een hond (1977)
- Hoe Mieke Mom haar maffe moeder vindt (1978)
- Ik woonde in een leunstoel (1979)
- Het geminachte kind (1980)
- De tranen knallen uit mijn kop (1980)
- Crisis en kaalhoofdigheid (1983)
- Het grote boek van Madelief (1983)
- Eend voor eend (1983) – награда „Сребърен калем“
- De zwarte stenen (1984)
Черните камъни, изд.: „Жанет 45“, Пловдив (2019), прев. Мария Енчева
- Het land van de neushoornvogel (1985)
- De jonge prinsen (1986)
- Izebel van Tyrus (1988)
- Olle (1990)
- Het vogeltje van Amsterdam (1992)
- De verhalen van Jonathan (1996)
- Reukorgel (2000)
- Het boek van alle dingen (2004) – награда „Златен калем“[3][2]
Книгата на всички неща, изд.: „Жанет 45“, Пловдив (2019), прев. Мария Енчева

### Серия „Маделиф“ (Madelief)
1. Met de poppen gooien (1975) – награда „Златен калем“[1]
2. Grote mensen, daar kan je beter soep van koken (1976)
3. Op je kop in de prullenbak (1977)
4. Krassen in het tafelblad (1978) – награда „Златен калем“, немска награда за детска литература
5. Een hoofd vol macaroni (1979)

### Серия „Тин Тойвал“ (Tin Toeval)
1. Tin Toeval en de kunst van het verdwalen (1987) – награда „Сребърен калем“[1]
2. Tin Toeval en het geheim van Tweebeens-eiland (1987)
3. Tin Toeval en de kunst van Madelief (1989)
4. Tin Toeval in de onderwereld (1993)

- De grote Tin Toeval (1996) – сборник

### Серия „Полеке“ (Polleke)
1. Voor altijd samen, amen (1999) – награда „Златен калем“, немска награда за детска литература[1]
Заедно завинаги, амин, изд.: „Ергон“, София (2015), прев. Мария Енчева
2. Het is fijn om er te zijn (2000)
Харесва ми на този свят, изд.: „Ергон“, София (2017), прев. Мария Енчева
3. Het geluk komt als de donder (2000)
4. Met de wind mee naar zee (2001) – награда „Сребърен калем“
5. Ik ben Polleke hoor! (2001) – награда Woutertje Pieterse

- Polleke (2003) – сборник

Серия „Библия за невярващи“ (De Bijbel voor ongelovigen)
1. Het Begin – Genesis (2012)[1]
2. De Uittocht en de Intocht – Exodus, Jozua, Rechters (2013)
3. Saul, David, Samuel en Ruth (2014)
4. Koning David en de splitsing van het rijk (2015)
5. De twee koninkrijken, Job en de profeten (2016)
6. Judit, Daniël, Susanna en Ester (2016)

- De Bijbel voor ongelovigen (2018) – сборник

### Сборници
- Rose, met vrome wimpers (1971, преработка 1980) – разкази[1]

### Документалистика
- De redder van Afrika – about Jacobus Capitein (1989) – за Якоб Капитейн (1717 – 1747), първият черен духовник, образован в Холандия[1]
- Draaikonten en haatblaffers – about Benito Arias Montano and the origin of a tolerant society (2011) – за Бенито Ариас Монтано, испански теолог и ориенталист, командир на Ордена на Сантяго
- Hoe word ik gelukkig? (2009)
- Hoe een klein rotgodje God vermoordde (2006) – награда „Е. дю Перон“[4]
- Het doden van een mens (2007) – награда „Е. дю Перон“

### Екранизации
- 1984 Gat in de grens – тв сериал
- 1994 Madelief: Met de poppen gooien – тв сериал, 11 епизода
- 1998 Madelief: Krassen in het tafelblad
- 2003 Polleke
- 2005 Polleke – тв сериал